# Jan Karaś
Jan Karaś (ur. 17 marca 1959 w Krakowie) – polski piłkarz występujący na pozycji pomocnika oraz trener.

## Życiorys
Klubową karierę rozpoczynał w Hutniku Nowa Huta. W 1982 trafił do Legii Warszawa i w ciągu siedmiu lat występów w stołecznym klubie ten zdolny i znakomicie wyszkolony technicznie zawodnik zaliczył 154 występy ligowe, strzelił 20 bramek, dwukrotnie był wicemistrzem ligi, na odejście zdecydował się dopiero po zdobyciu Pucharu Polski.
Następnie zaliczył dwa półroczne pobyty w klubach zagranicznych – greckim AE Larisa i fińskim Vaasan Palloseura. Były jednak one nieudane, bo Karaś z tymi klubami niczego nie osiągnął. W sezonie 1992/93 powrócił do Polski, żeby grać w Polonii Warszawa, następnie grał w Bugu Wyszków i Dolcanie Ząbki. Karierę zakończył w 1997 roku.

## Reprezentacja Polski
Jan Karaś zaliczył 16 meczów i 1 bramkę w reprezentacji Polski. Był uczestnikiem finałów Mistrzostw świata 86'. W meczach grupowych dwukrotnie (z Portugalią i Anglią) zmieniał Komornickiego, by w końcu zagrać pełny mecz w 1/8 finału (reprezentacja przegrała 0:4 z Brazylią i odpadła z rozgrywek).
| l.p. | Data                 | Miejsce     | Przeciwnik        | Rezultat | Rozgrywki       | Grał   | Uwagi        |
| ---- | -------------------- | ----------- | ----------------- | -------- | --------------- | ------ | ------------ |
| 1.   | 29 sierpnia 1984     | Drammen     | Norwegia          | 1-1      | towarzyski      | 90'    |              |
| 2.   | 12 września 1984     | Helsinki    | Finlandia         | 2-0      | towarzyski      | od 71' |              |
| 3.   | 26 września 1984     | Słupsk      | Turcja            | 2-0      | towarzyski      | do 77' |              |
| 4.   | 17 października 1984 | Zabrze      | Grecja            | 3-1      | elim. MŚ 1986   | od 46' |              |
| 5.   | 4 września 1985      | Brno        | Czechosłowacja    | 1-3      | towarzyski      | do 65' |              |
| 6.   | 26 marca 1986        | Kadyks      | Hiszpania         | 0-3      | towarzyski      | od 78' |              |
| 7.   | 7 czerwca 1986       | Monterrey   | Portugalia        | 1-0      | MŚ 1986         | od 57' |              |
| 8.   | 11 czerwca 1986      | Monterrey   | Anglia            | 0-3      | MŚ 1986         | od 24' |              |
| 9.   | 16 czerwca 1986      | Guadalajara | Brazylia          | 0-4      | MŚ 1986         | 90'    |              |
| 10.  | 7 października 1986  | Bydgoszcz   | Korea Północna    | 2-2      | towarzyski      | od 46' | Gol          |
| 11.  | 15 października 1986 | Poznań      | Grecja            | 2-1      | elim. Euro 1988 | 90'    | Żółta kartka |
| 12.  | 12 listopada 1986    | Warszawa    | Irlandia          | 1-0      | towarzyski      | do 45' | kpt.         |
| 13.  | 19 listopada 1986    | Amsterdam   | Holandia          | 0-0      | elim. Euro 1988 | 90'    | kpt.         |
| 14.  | 12 kwietnia 1987     | Gdańsk      | Cypr              | 0-0      | elim. Euro 1988 | 90'    | kpt.         |
| 15.  | 14 października 1987 | Zabrze      | Holandia          | 0-2      | elim. Euro 1988 | do 45' |              |
| 16.  | 23 marca 1988        | Belfast     | Irlandia Północna | 1-1      | towarzyski      | od 46' |              |